# 彩蛺蝶屬
彩蛺蝶屬（學名：Vagrans）是蛺蝶科釉蛺蝶亞科彩蛺蝶族中的一個屬。

## 物種
- 彩蛺蝶 Vagrans egista
- Vagrans sinha